# Guangshui (sockenhuvudort i Kina)
Guangshui är en sockenhuvudort i Kina. Den ligger i provinsen Hubei, i den centrala delen av landet, omkring 120 kilometer norr om provinshuvudstaden Wuhan. Guangshui ligger 83 meter över havet och antalet invånare är 75 111. Befolkningen består av 37 751 kvinnor och 37 360 män. Barn under 15 år utgör 12,0 %, vuxna 15-64 år 79 %, och äldre över 65 år 8,0 %.
Runt Guangshui är det tätbefolkat, med 343 invånare per kvadratkilometer. Guangshui är det största samhället i trakten. Trakten runt Guangshui består till största delen av jordbruksmark.
Genomsnittlig årsnederbörd är 1 291 millimeter. Den regnigaste månaden är juli, med i genomsnitt 222 mm nederbörd, och den torraste är december, med 25 mm nederbörd.